# Gmina Ovanåker
Gmina Ovanåker (szw. Ovanåkers kommun) – gmina w Szwecji, w regionie Gävleborg, siedzibą jej władz jest Edsbyn.
Pod względem zaludnienia Ovanåker jest 186. gminą w Szwecji. Zamieszkuje ją 11 985 osób, z czego 49,48% to kobiety (5930) i 50,52% to mężczyźni (6055). W gminie zameldowanych jest 118 cudzoziemców. Na każdy kilometr kwadratowy przypada 6,36 mieszkańca. Pod względem wielkości gmina zajmuje 44. miejsce.